# Toscolano-Maderno
Toscolano-Maderno es un municipio italiano de la provincia de Brescia, en Lombardía, y tiene unos 8.000 habitantes. Se halla en las orillas del Lago di Garda y es una localidad turística bastante importante, sobre todo el pueblo de Maderno. 
El municipio de Toscolano-Maderno nació en el 1928, cuando el Gobierno unió los municipios de Toscolano y de Maderno. Entre los dos pueblo, el río Toscolano. 

## Evolución demográfica
| Gráfica de evolución demográfica de Toscolano-Maderno entre 1861 y 2001 |
|                                                                         |
| Fuente ISTAT - elaboración gráfica de Wikipedia                         |

## Lugares de interés
- La iglesia parroquali de Toscolano, del año 1571 y dedicada a los Santo Pedro y Pablo. En el interior, pinturas de Andrea Celesti.

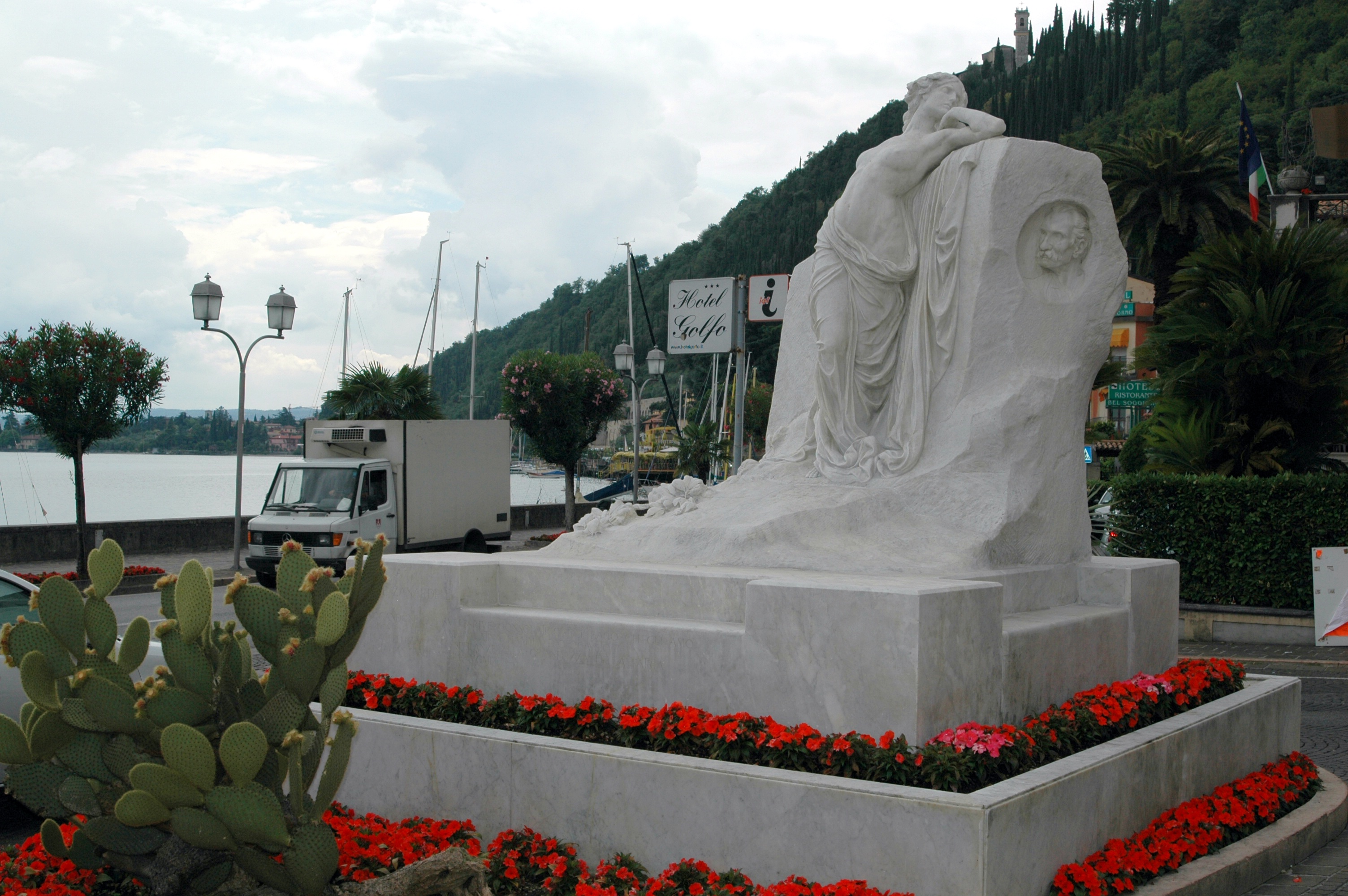
Monumento de mármol.

## Hijos ilustres
- Andrea Celesti (Venezia, 1637 – Toscolano, 1712) pintor.
- Andrea Fossati (Toscolano, 1844 - 1919) pintor.
- Giuseppe Zanardelli político.

- Datos: Q112101
- Multimedia: Toscolano Maderno / Q112101

1. ↑  Worldpostalcodes.org, código postal n.º 25088.
2. ↑  «Codici Catastali». Comuni-italiani.it (en italiano). Consultado el 29 de abril de 2017.